# Campeonato Salvadoreño de Fútbol de 1942
El Campeonato Salvadoreño de Fútbol de 1942 fue la séptima temporada de la primera división del fútbol salvadoreño. Quequeisque fue el campeón de la temporada, el primer título del club, segundo contando la zona centro de El Salvador en 1941.

## Clubes participantes
| Equipo            | Método de calificación          |
| ----------------- | ------------------------------- |
| Quequeisque       | Campeones de la Zona Central    |
| Juventud Olímpica | Subcampeones de la Zona Central |
| Ferrocarril       | Campeones de la zona oeste      |
| Luis Ángel Firpo  | Campeones de la Zona Este       |

## Torneo

### Partidos
| 1942 | Quequeisque | 6-1 | Luis Ángel Firpo |  |  |

| 1942 | Juventud Olímpica | 3-2 | Ferrocarril |  |  |

| 1942 | Luis Ángel Firpo | 2-1 | Ferrocarril |  |  |

| 1942 | Quequeisque | 4-0 | Juventud Olímpica |  |  |

| 1942 | Quequeisque | 3-3 | Ferrocarril |  |  |

| 1942 | Juventud Olímpica | vs. | Luis Ángel Firpo |  |  |

Juventud Olímpica y Luis Ángel Firpo se rehusaron a jugar el último partido ya que Quequeisque era prácticamente campeón.

### Clasificación
| Equipo            | PJ | PG | PE | PP | GF | GC | Dif. | Pts. |
| ----------------- | -- | -- | -- | -- | -- | -- | ---- | ---- |
| Quequeisque       | 3  | 2  | 1  | 0  | 13 | 4  | 9    | 5    |
| Juventud Olímpica | 2  | 1  | 0  | 1  | 3  | 6  | -3   | 2    |
| Luis Ángel Firpo  | 2  | 1  | 0  | 1  | 3  | 7  | -4   | 2    |
| Ferrocarril       | 3  | 0  | 1  | 2  | 6  | 8  | -2   | 1    |

Dos Puntos por victoria y uno por empate